# Conde de Harrington
Conde de Harrington é um título no Pariato da Grã-Bretanha. Foi criado em 1742, para William Stanhope, 1.° Barão Harrington, que tinha sido Secretário de Estado e lorde-presidente do Conselho. Ele já tinha sido titulado Barão Harrington, de Harrington no Condado de Northampton, em 1730, e foi feito Visconde Petersham no mesmo dia em que recebeu o condado. Esses dois títulos mencionados também estão no Pariato da Grã-Bretanha.
Stanhope era filho de John Stanhope de Elvaston e bisneto de Sir John Stanhope de Elvaston, meio-irmão menor de Philip Stanhope, 1.° Conde de Chesterfield (avô de James Stanhope, 1.° Conde Stanhope).
Lorde Harrington foi sucedido por seu filho, o segundo Conde. Ele foi um general na Armada e representou o distrito eleitoral de Bury St Edmunds na Câmara dos Lordes. O filho deste, o terceiro Conde, foi um coronel da Armada e foi um membro do parlamento pelos distritos eleitorais de Thetford e Westminster. Seu filho mais velho, o quarto Conde, e seu filho caçula, o quinto Conde, foram também coronéis da Armada. Em 1866, o sexto Conde, filho do quinto Conde, morreu jovem. O falecido foi então sucedido por um primo, o sétimo Conde. Ele era filho do Muito Reverenciado Hon. FitzRoy Henry Richard, quarto filho do terceiro Conde.
Seu filho mais velho, o oitavo Conde, foi um jogador de pólo bem-sucedido. Ele foi sucedido por seu irmão menor, o nono Conde. Considerando o ano de 2007, os títulos estavam sob o domínio do neto do último, o décimo primeiro Conde, que sucedeu seu pai em 1929 e faleceu em 2009.
Em 1967, Lorde Harrington também sucedeu como 8.° Visconde Stanhope de Mahon e 8.° Barão Stanhope de Elvaston seu primo distante, James Stanhope, 7.° Conde Stanhope. A carta-patente deixa claro que tais títulos podem ser passados para qualquer herdeiro homem do já mencionado John Stanhope, pai do 1.° Conde de Harrington.

## Condes de Harrington (1742)
- William Stanhope, 1° Conde de Harrington (1683-1756)
  -  William Stanhope, 2° Conde de Harrington (1719-1779)
    -  Charles Stanhope, 3° Conde de Harrington (1753-1829)
      -  Charles Stanhope, 4° Conde de Harrington (1780-1851)
        - Charles Stanhope, Visconde Petersham (1831–1836)

      -  Leicester FitzGerald Charles Stanhope, 5° Conde de Harrington (1784-1862)
        -  Seymour Sydney Hyde Stanhope, 6° Conde de Harrington (1845-1866)

      - Rev. Exmo. Fitzroy Henry Richard Stanhope (1787-1864)
        -  Charles Wyndham Stanhope, 7° Conde de Harrington (1809-1881)
          -  Charles Augustus Stanhope, 8° Conde de Harrington (1844-1917)
          -  Dudley Henry Eden Stanhope, 9° Conde de Harrington (1859-1928)
            -  Charles Joseph Leicester Stanhope, 10° Conde de Harrington (1887-1929)
              -  William Henry Leicester Stanhope, 11° Conde de Harrington (1922-2009)
                -  Charles Henry Leicester Stanhope, 12° Conde de Harrington (n. 1945)
                  - (1) William Henry Leicester Stanhope, Visconde Petersham (n. 1967)
                    - (2) Augustus Stanhope (n. 2005)